# Helina bevisi
Helina bevisi este o specie de muște din genul Helina, familia Muscidae, descrisă de Zielke în anul 1979. Conform Catalogue of Life specia Helina bevisi nu are subspecii cunoscute.